# Micromimetus
Micromimetus is een geslacht van wantsen uit de familie van de Miridae (Blindwantsen). Het geslacht werd voor het eerst wetenschappelijk beschreven door Eyles in 1999.

## Soorten
Het genus bevat de volgende soorten:

- Micromimetus celiae Namyatova, Schwartz & Cassis, 2021
- Micromimetus hannahae Namyatova, Schwartz & Cassis, 2021
- Micromimetus nikolai Namyatova, Schwartz & Cassis, 2021
- Micromimetus pictipes Eyles, 1999
- Micromimetus rubrotinctus (Carvalho, 1956)
- Micromimetus shofneri Namyatova, Schwartz & Cassis, 2021
- Micromimetus sunweni Yasunaga, Schwartz & Chérot, 2018